# Alfred Kutzke
Alfred Kutzke (* 3. März 1917 in Groß-Reichenau, Kreis Sagan; † unbekannt) war ein deutscher Landwirt und  Politiker und Volkskammerabgeordneter der DDR für die Blockpartei Demokratische Bauernpartei Deutschlands (DBD).

## Leben
Kutzke stammte war der Sohn eines Landwirts. Nach dem Besuch der Volksschule half er in der elterlichen Landwirtschaft. Nach Ausbruch des Zweiten Weltkrieges wurde er zur deutschen Wehrmacht eingezogen. Gegen Ende des Krieges geriet er in Gefangenschaft.
Von 1957 bis 1961 besuchte Kutzke die Fachschule für Landwirtschaft in Bad Freienwalde, wo er den Abschluss als staatlich geprüfter Landwirt ablegte. Danach wurde er Vorsitzender der Landwirtschaftlichen Produktionsgenossenschaft (LPG) „Aufbau“ in Torgelow.

## Politik
Kutzke trat 1949 in der DBD ein und wurde stellvertretender Vorsitzender der Ortsgruppe Torgelow sowie Mitglied des Vorstandes des Bäuerlichen Handelsgenossenschaft. 1956 wurde er Abgeordneter des Kreistages Bad Freienwalde und 1960 Mitglied des Rates des Kreises Bad Freienwalde.
In der Wahlperiode von 1963 bis 1967 war er Mitglied der DBD-Fraktion in der Volkskammer der DDR.

## Auszeichnungen
- Verdienstmedaille der DDR
- Hervorragender Genossenschaftsbauer
- Meisterbauer